# مسعود بن أوس
مسعود بن أوس بن زيد بن أصرم الخزرجي الأنصاري صحابي جليل من قبيلة الخزرج من الأنصار شهد مع النبي محمد ﷺ غزوة بدر وغزوة أحد والمشاهد كُلها وتوفي في خلافة عمر بن الخطاب.